# Duncan Tappy
Duncan Tappy (ur. 26 czerwca 1984 roku w Zachodnim Ewell, Surrey, Anglia) – brytyjski kierowca wyścigowy.

## Kariera

### Formuła Ford
Po zakończeniu kariery kartingowej w 2003 roku, Duncan rozpoczął karierę w samochodach jednomiejscowych, debiutując w Brytyjskiej Formule Zip. Zdobyte w niej punkty sklasyfikowały go na 11. miejscu. W 2004 roku został wicemistrzem zimowej edycji Brytyjskiej Formuły Ford, natomiast sezon później powtórzył sukces z głównym cyklu tej serii. Sezon zakończył zwycięstwem w Festiwalu tego serialu.

### Formuła Renault
W sezonie 2006 Tappy awansował do Brytyjskiej Formuły Renault. Brytyjczyk najlepiej spisał się podczas rundy, na torze Snetterton, gdzie zajął dziewiątą oraz jedenastą lokatę. W klasyfikacji generalnej uplasował się na 18. pozycji.
Rok później Duncan sięgnął po tytuł mistrzowski. Brytyjczyk w aż 16 z 20 wyścigów znalazł się na podium, a w dziewięciu z nich okazał się najlepszy. Tappy zaliczył również pojedynczy udział we francuskiej oraz północnoeuropejskiej edycji tej serii. W pierwszej z nich sięgnął po pole position, natomiast w drugiej zameldował się w pierwszej trójce.

### Formuła Renault 3.5
W roku 2009 Brytyjczyk zadebiutował w Formule Renault 3.5. W ciągu ośmiu wyścigów, Tappy dwukrotnie sięgnął po punkty, zajmując szóste oraz dziesiąte miejsce w sobotnich zmaganiach, na torze Hungaroring oraz Monza. Dzięki sześciu punktom Duncan zmagania zakończył na 23. miejscu.

### Superleague Formula
W latach 2008–2011 Tappy brał udział w nowo utworzonej serii Superleague Formula. W debiutanckim sezonie Brytyjczyk reprezentował rodzimy klub Tottenham Hotspur. Wystąpiwszy w dziesięciu wyścigach, Ducan trzykrotnie stanął na podium, przyczyniając się do zajęcia przez jego zespół 11. pozycji w końcowej klasyfikacji. Tylko w jednej rundzie (na portugalskim torze w Estoril) jego miejsce zajął Dominik Jackson.
W drugim sezonie startów Brytyjczyk zaliczył cztery wyścigi w barwach ekipy Galatasaray S.K. Tappy trzykrotnie zdobył punkty, a jego klub uplasował się na 16. lokacie. W trzeciej rundzie zastąpił go jego rodak, Scott Mansell.
W roku 2010 ponownie reprezentował turecki zespół. Był to najlepszy sezon w wykonaniu jego ekipy. Ducan, biorąc udział w pięciu eliminacjach, pięciokrotnie znalazł się w pierwszej trójce. Dzięki jego postawie oraz jego zmienników (Francuz Franck Perera i Hiszpan Andy Soucek), Galatasaray S.K. zmagania zakończyło na 6. miejscu.
W sezonie 2011 Tappy pierwszą rundę, na holenderskim torze w Assen, odbył z japońskim zespołem. Brytyjczyk zwyciężył wówczas w drugim wyścigu, a w finale startował z pole position. W drugiej eliminacji Duncan powrócił do współpracy z turecką ekipą. Tam jednak nie poszło mu tak dobrze i nie awansował do finałowego startu, na belgijskim obiekcie w Zolder. Niespodziewanie sezon Superleague Formula, na skutek problemów natury organizacyjnej i finansowej, został zakończony po zaledwie dwóch rundach i Tappy pozostał bez pracy. Swoją postawą przyczynił się jednak do zdobycia tytułu wicemistrzowskiego japońskiej stajni, natomiast turecki klub znalazł się na 10. miejscu.

### Auto GP
W 2010 roku Brytyjczyk zaangażował się w nowo utworzoną serię Auto GP. Reprezentując francuską stajnię DAMS, Tappy aż ośmiokrotnie znalazł się w czołowej piątce, z czego dwukrotnie na podium. Rywalizację ukończył na wysokim 3. miejscu, jednak musiał pogodzić się z porażką ze swoimi zespołowymi partnerami – Francuzem Romainem Grosjeanem oraz Włochem Edoardo Piscopo.

### Inne
W sezonie 2008 Tappy zadebiutował w brytyjskiej edycji Pucharu Porsche Carrera. Wystąpiwszy w dwóch wyścigach, nie zdobył jednak punktów. W tym samym roku zaliczył również jeden wyścig w serii samochodów długodystansowych – Le Mans Series. W klasie LMP1 Duncan zdobył dwa punkty, dzięki którym rywalizację ukończył na 14. lokacie.
W roku 2009 Brytyjczyk wystartował w pojedynczych rundach Międzynarodowej Formuły Master oraz Indy Lights. W pierwszej z nich nie zdobył punktów, natomiast w drugiej z ośmioma "oczkami" na koncie uplasował się na odległej 32. pozycji.

### Wyróżnienie
W 2007 roku Duncan dostał nagrodę "British Club Driver of the Year", na najbardziej obiecującego brytyjskiego kierowcę roku.

## Statystyki
| Sezon | Seria                                         | Zespół                    | Wyścigi | Zwycięstwa | PP | NO | Podium | Punkty | Poz. koń. |
| ----- | --------------------------------------------- | ------------------------- | ------- | ---------- | -- | -- | ------ | ------ | --------- |
| 2003  | Brytyjska Formuła Zip                         | Unknown                   |         |            |    |    |        | 48     | 11        |
| 2004  | Brytyjska Formuła Renault (zimowa edycja)     | Steve Mole Motorsport     |         |            |    |    |        |        | 2         |
| 2005  | Brytyjska Formuła Ford                        | Jamun Racing              | 20      | 10         | 5  | 3  | 17     | 479    | 2         |
| 2006  | Brytyjska Formuła Renault                     | Jamun Racing              | 16      | 0          | 0  | 0  | 0      | 101    | 18        |
| 2007  | Brytyjska Formuła Renault                     | Fortec Motorsport         | 20      | 9          | 7  | 9  | 16     | 512    | 1         |
| 2007  | Północnoeuropejski Puchar Formuły Renault 2.0 | Fortec Motorsport         | 2       | 0          | 0  | 0  | 1      | 30     | 33        |
| 2007  | Francuska Formuła Renault                     | Fortec Motorsport         | 1       | 0          | 1  | 0  | 1      | 0      | NS        |
| 2008  | Le Mans Series (LMP1)                         | Rollcentre Racing         | 1       | 0          | 0  | 0  | 0      | 2      | 14        |
| 2008  | Brytyjski Puchar Porsche Carrera              | Porsche Motorsport        | 2       | 0          | 0  | 0  | 0      | 0      | NS        |
| 2008  | Formuła Renault 3.5                           | RC Motorsport             | 8       | 0          | 0  | 0  | 0      | 6      | 23        |
| 2008  | Superleague Formula                           | Tottenham Hotspur         | 10      | 0          | 0  | 0  | 3      | 257†   | 11†       |
| 2009  | Międzynarodowa Formuła Master                 | Team JVA                  | 2       | 0          | 0  | 0  | 0      | 0      | 22        |
| 2009  | Indy Lights                                   | Genoa Racing              | 2       | 0          | 0  | 0  | 0      | 8      | 32        |
| 2009  | Superleague Formula                           | Galatasaray S.K.          | 4       | 0          | 0  | 0  | 0      | 133†   | 16†       |
| 2010  | Auto GP                                       | DAMS                      | 12      | 0          | 0  | 0  | 2      | 37     | 3         |
| 2010  | Superleague Formula                           | Galatasaray S.K.          | 11      | 0          | 0  | 1  | 5      | 540†   | 6†        |
| 2011  | Superleague Formula                           | Japonia                   | 3       | 1          | 0  | 0  | 1      | 136†   | 2†        |
| 2011  | Superleague Formula                           | Galatasaray S.K. (Turcja) | 2       | 0          | 0  | 0  | 0      | 88†    | 10†       |
| 2012  | Blancpain Endurance Series - GT3 Pro-Am Cup   | ART Grand Prix            | 6       | 1          | 0  | 0  | 2      | 58     | 5         |
| 2013  | Blancpain Endurance Series - GT3 Pro-Am Cup   | Black Falcon              | 2       | 0          | 0  | 0  | 0      | 8      | 35        |
| 2013  | Avon Tyres British GT Championship - GT3      | Von Ryan Racing           | 6       | 0          | 0  | 0  | 2      | 54     | 13        |
| 2013  | FIA GT Series - Pro-Am                        | Von Ryan Racing           | 2       | 0          | 0  | 0  | 0      | 0      | NS        |
| 2014  | Blancpain Endurance Series - Pro Cup          | M-Sport Bentley           | 5       | 0          | 0  | 0  | 0      | 15     | 17        |

† Klasyfikacja zespołów.

## Wyniki w Formule Renault 3.5
| Legenda oznaczeń w tabelach wyników Wyświetl szablon na nowej stronie | Legenda oznaczeń w tabelach wyników Wyświetl szablon na nowej stronie                                                                     |
| Oznaczenie                                                            | Wyjaśnienie |
| --------------------------------------------------------------------- | --- |
| Złoty                                                                 | Zwycięzca lub mistrzostwo |
| Srebrny                                                               | 2. miejsce lub wicemistrzostwo |
| Brązowy                                                               | 3. miejsce lub II wicemistrzostwo |
| Zielony                                                               | Ukończył, punktował (w klasyfikacji generalnej, gdy zdobył co najmniej jeden punkt na przestrzeni sezonu, poza trzema powyższymi opcjami) |
| Niebieski                                                             | Ukończył, nie punktował (w klasyfikacji generalnej, gdy nie zdobył co najmniej jednego punktu na przestrzeni sezonu)                      |
| Czerwony                                                              | Nie zakwalifikował się (NZ) |
| Czerwony                                                              | Nie prekwalifikował się (NPK) |
| Różowy                                                                | Nie ukończył (NU) |
| Różowy                                                                | Niesklasyfikowany (NS) (w klasyfikacji generalnej, gdy nie został sklasyfikowany w żadnym wyścigu sezonu)                                 |
| Czarny                                                                | Zdyskwalifikowany (DK) |
| Czarny                                                                | Wykluczony (WYK/EX) |
| Biały                                                                 | Nie wystartował (NW) |
| Biały                                                                 | Kontuzjowany (K/INJ) |
| Biały                                                                 | Wyścig odwołany (OD/C) |
| Bez koloru                                                            | Został wycofany (WYC/WD) |
| Bez koloru                                                            | Nie przybył (NP/DNA) |
| Bez koloru                                                            | Nie brał udziału w treningach (NT/DNP) |
| Bez koloru                                                            | Nie został zgłoszony (–) |
| Pogrubienie                                                           | Start z pole position |
| Kursywa                                                               | Najszybsze okrążenie wyścigu |
| †                                                                     | Nie ukończył, ale jego rezultat został zaliczony ze względu na przejechanie więcej niż 90% dystansu wyścigu.                              |
| *                                                                     | Sezon w trakcie |
| 1/2/3                                                                 | Punktowana pozycja w sprincie kwalifikacyjnym                                                                                             |
| Lista systemów punktacji Formuły 1                                    | |

| Rok  | Zespół        | Wyniki w poszczególnych eliminacjach | Wyniki w poszczególnych eliminacjach | Wyniki w poszczególnych eliminacjach | Wyniki w poszczególnych eliminacjach | Wyniki w poszczególnych eliminacjach | Wyniki w poszczególnych eliminacjach | Wyniki w poszczególnych eliminacjach | Wyniki w poszczególnych eliminacjach | Wyniki w poszczególnych eliminacjach | Wyniki w poszczególnych eliminacjach | Wyniki w poszczególnych eliminacjach | Wyniki w poszczególnych eliminacjach | Wyniki w poszczególnych eliminacjach | Wyniki w poszczególnych eliminacjach | Wyniki w poszczególnych eliminacjach | Wyniki w poszczególnych eliminacjach | Wyniki w poszczególnych eliminacjach | Punkty | Pozycja |
| ---- | ------------- | ------------------------------------ | ------------------------------------ | ------------------------------------ | ------------------------------------ | ------------------------------------ | ------------------------------------ | ------------------------------------ | ------------------------------------ | ------------------------------------ | ------------------------------------ | ------------------------------------ | ------------------------------------ | ------------------------------------ | ------------------------------------ | ------------------------------------ | ------------------------------------ | ------------------------------------ | ------ | ------- |
| 2008 | RC Motorsport | ITA                                  | ITA                                  | BEL                                  | BEL                                  | MON                                  | GBR                                  | GBR                                  | HUN                                  | HUN                                  | DEU                                  | DEU                                  | FRA                                  | FRA                                  | PRT                                  | PRT                                  | ESP                                  | ESP                                  | 6      | 23      |
| 2008 | RC Motorsport | -                                    | -                                    | -                                    | -                                    | -                                    | 16                                   | 21                                   | 6                                    | 19                                   | -                                    | -                                    | -                                    | -                                    | 14                                   | 11                                   | 10                                   | NU                                   | 6      | 23      |